# Julius Strasburger

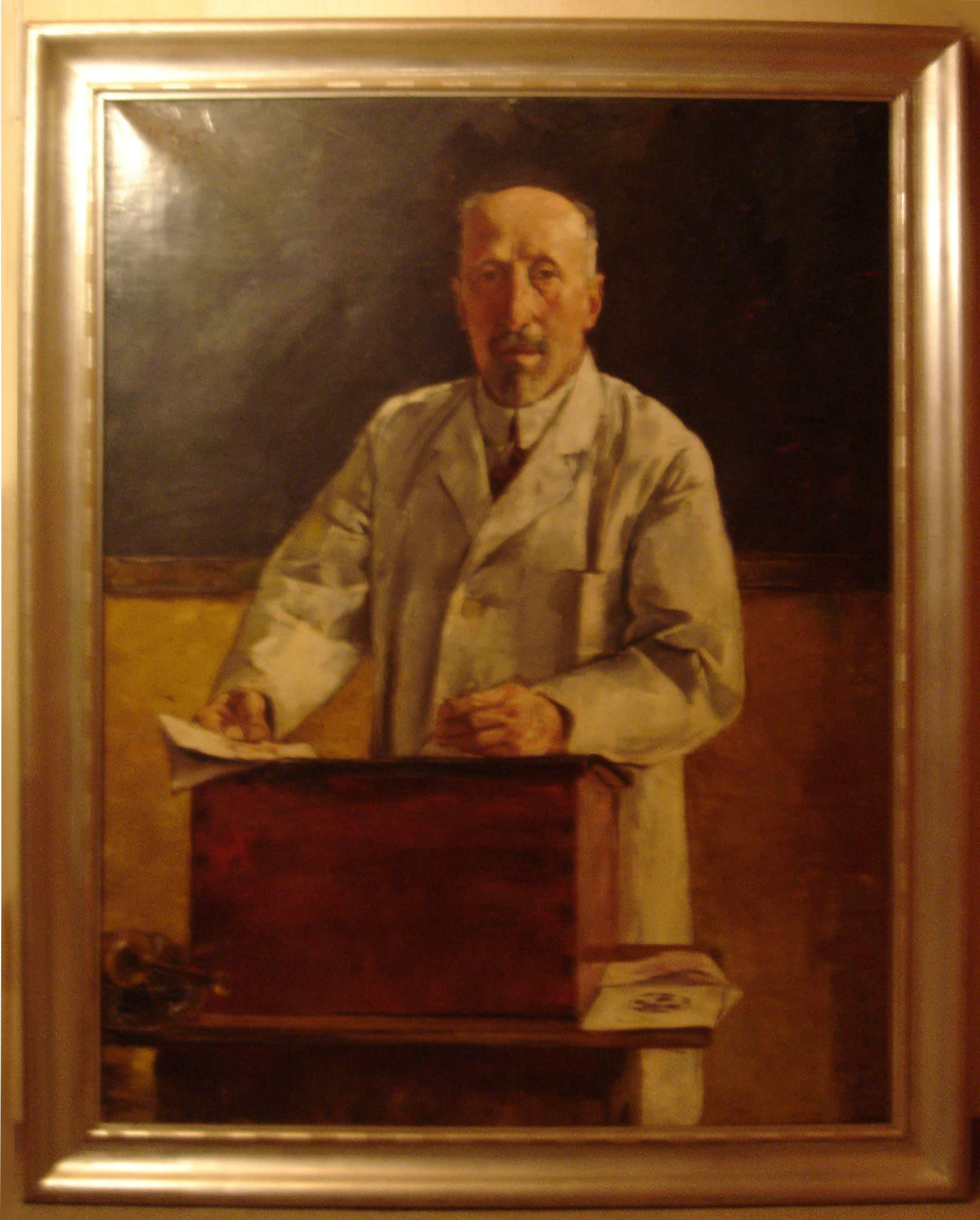
Julius Strasburger (1871–1934)

Julius Strasburger (* 26. Dezember 1871 in Jena; † 26. Oktober 1934 in Königstein im Taunus) war ein deutscher Internist.

## Leben
Julius Eduard Strasburger war der Sohn des Botanikers Eduard Strasburger. Nachdem er am Gymnasium in Bonn 1890 die Reifeprüfung abgelegt hatte, studierte er Medizin an den Universitäten Bonn, Berlin und Freiburg und wurde 1894 mit der Dissertation Die Sarcome des Dickdarms in Bonn promoviert. Während seines ersten Semesters in Bonn wurde er 1890 Mitglied des Medizinisch-Naturwissenschaftlichen Vereins, der späteren Landsmannschaft Marksburgia (später aufgegangen in der Landsmannschaft Salia Bonn). Seine Fachausbildung absolvierte er in Berlin und Bonn, wo er sich 1899 für Innere Medizin habilitierte. Julius Strasburger ging 1911 als außerordentlicher Professor an die Universität Breslau. 1913 ging er als Direktor der Medizinischen Poliklinik nach Frankfurt am Main und wurde 1914 zum ordentlichen Professor der Inneren Medizin zur Gründung der Johann-Wolfgang-Goethe-Universität ernannt. Er wurde zum 28. September 1934 auf Betreiben eines seiner Schüler auf Grund des nicht zu erbringenden Ariernachweises von den Nationalsozialisten aus dem Amt entfernt (der zum evangelischen Christentum konvertierte Großvater Strasburgers, Julius Wertheim 1817–1901, galt den Nationalsozialisten als Jude). Er erkrankte an einer schweren Depression und starb kurz darauf an einem Anfall von Angina pectoris am 26. Oktober 1934 im Sanatorium Königstein im Taunus.
Strasburger beschäftigte sich besonders mit Verdauungspathologie, dem Blutkreislauf und der physikalischen Therapie. Aufbauend auf der Arbeit Hermann Nothnagels haben Adolf Schmidt und er die klinische Darmpathologie geschaffen. Die Ergebnisse zahlreicher Publikationen sind in Die Fäzes des Menschen (1903) zusammengefasst. Nach den beiden Autoren ist die damit eingeführte Darmprobekost als Schmidt-Strasburger-Probekost benannt.
Strasburger war verheiratet mit Marie-Edith, geborene Nothnagel, der Tochter Hermann Nothnagels. Er war Vater einer Tochter Marie de Liagre Böhl-Strasburger (1905–1996; promovierte Biologin, spät. Ehefrau des Assyrologen und Hebraisten Frans de Liagre Böhl) und dreier Söhne, des Zoologen Eduard Strasburger (1907–1945), Althistorikers Hermann Strasburger (1909–1985) und Prokuristen Gerhard Strasburger (1912–1993).

## Veröffentlichungen (Auswahl)
- mit Adolf Schmidt: Über die intestinale Gärungsdyspepsie. 1901.
- mit Adolf Schmidt: Die Fäzes des Menschen im normalen und krankhaften Zustande mit besonderer Berücksichtigung der klinischen Untersuchungsmethoden. 1903; 3. und 4., erweiterte Auflage 1915.
- Einführung in die Hydrotherapie und Thermotherapie. Gustav Fischer, Jena 1909.